# الفقيه سعيد
سعيد بن صالح بن ياسين العنسي المعروف بالهتار  أو صاحب الدنوة أو المذحجي  فقيه صوفي وسياسي وقائد ثورة يمني.
سكن في قرية الدنوة التابعة لإب ، ذاع أمره بين الناس بالتقوى، والصلاح، فقصده كثير من أشتات الناس، وصار محلاًّ لأهل الدين، اعتكف أربعين سنة على الدراسة، والعبادة؛ حتى كثر تابعوه.

## ثورته
انتقل إلى اليمن الأسفل في بداية القرن التاسع عشر الميلادي عدد من قبائل ذي محمد من بكيل وسواهم وأفسدوا فيه، فضجت الناس من فسادهم. أعلن الفقيه سعيد ثورة ضدهم واجتمع عليه الناس في اليمن الأسفل وحاربهم حتى هزمهم وطردهم من الحصون المرتفعة التي كانوا يتحصنون بها، حتى أنه هدم ثلاثمائة حصن من حصونهم في شهر واحد وغنم ما فيها، فهرب جزء منهم وسجن الآخر وكان ممن سجن النقيب حسين بن سعيد أبوحليقة و النقيب علي بن علي بن سهل الهيال ،واستطاع أن يحكم سيطرته على بقاع اليمن الأسفل بتمامه وامتد سلطانه من مدينة زبيد غربًا، إلى يافع شرقًا، وشمل منطقتي تعز، وإب، وجعل من حصن (الدنوة)، ملاذًا آمنًا له، ومنطلقًا لعسكره.
والدنوة بلدة بين حبيش ونعمان غربي إب كانت قد خربت قبل أن يسكنها الفقيه ويدعو الناس إليها.
أعلن نفسه إمام الشرع المطهر في أول جمعة من رجب. عين الولاة على ما تحت يديه من البلاد، وضرب نقد الفضة باسمه، وخُطب له على المنابر ،وسيرت إليه النذور والزكوات من كل أرجاء اليمن الأسفل من نقيل صيد (سمارة) شمالا  حتى عدن جنوبا . 
وانتشرت بين أهالي تلك البلاد الأهازيج المادحة له مثل قولهم:
ياباه سعيد ياباه ... يا ساكن الدنوة
... أسلمتنا المحنة   ... والعسكر الزوبة
... فابقى لنا ياباه

## إخماد ثورته
بعد استقرار حكمه في اليمن الأسفل لحوالي عامين ونصف، طمح الفقيه بمد نفوذه في اليمن الأعلى زيدي المذهب ،وقد شجعه على هذا وقوف بعض رؤساء بلاد يريم وما حولها  مع دعوته أمثال حسين يحيى عباد صاحب مخلاف ذي رعين و عبد الله بن مثنى فاضل صاحب مخلاف العود والنادرة ، فتوجه إلى يريم سنة 1256 هـ  ومد نفوذه إليها.
خرج الإمام الهادي محمد بن المتوكل من صنعاء لمحاربة الفقيه سعيد في الثامن من شهر شعبان 1256 هـ ،صام رمضان في مدينة ذمار ثم نزل إلى يريم وكاتب الفقيه سعيد.
جمع الفقيه سعيد جيشه الكبير من أبناء اليمن الأسفل ومن سانده من قبائل يريم وعمار ومعهم قبائل من ذي محمد ممن كان قد سجن رؤساءهم إبان بداية ثورته وذلك بعد أن عفى عنهم وضمهم لجيشه، فحاصروا الإمام الهادي في مدينة يريم في شوال  وضيقوا عليه الحصار وضاقت على الإمام الحال.
انقلب النقيب حسين بن سعيد أبوحليقة و سانده النقيب علي بن علي بن سهل الهيال على الفقيه سعيد وكاتبوا الإمام في يريم وأعلموه بأنهم سيقومون بأسر مقادمة جيش الفقيه في خيمتهم وحينها على الإمام الهجوم.
استطاعوا أسر مقادمة جيش الفقيه أمثال سعيد أحمد علي وحسين بن يحيى عباد وعبد الله مثنى فاضل وقائد الحارثي وأعلموا الإمام الهادي وطلبوا منه سرعة الهجوم.
هجم الإمام الهادي على جيش الفقيه الذي كان حائرا  ومشتتا بعد أسر مقادمته وانهزموا رغم كثرة عددهم.
بعد دوران الدائرة على جيش الفقيه، وصل الإمام الهادي مدد من قبائل خولان ونهم والحدا وهمدان وحاول الفقيه سعيد تجميع جيشه من جديد عند نقيل سمارة والتصدي لجيش الإمام الهادي فحدثت في سمارة معركة حاسمة ودامية في الثامن عشر من شهر شوال كانت نتيجتها هزيمة جيش الفقيه وبداية النهاية لثورة الفقيه. تراجع جيش الفقيه باتجاه اليمن الأسفل، واستمر جيش الهادي في ملاحقة جيش الفقيه حتى حاصر الدنوة  مقر الفقيه في السابع والعشرين من شهر شوال.
بعدها تم أسر الفقيه ونقله إلى مدينة إب.انتقل الإمام الهادي لمدينة إب وأمر بالإتيان بالفقيه وأمر بقتله وصلبه في أواخر سنة 1256 هـ.